# کس‌نزان
کس‌نزان (به کردی: کەس نەزان، Kesnezan) روستایی از توابع بخش سرشیو شهرستان سقز است که در استان کردستان ایران قرار دارد.

## جمعیت
این روستا در دهستان ذوالفقار واقع شده و براساس سرشماری سال ۱۳۸۵، جمعیت آن ۴۹۸ نفر (۱۲۲ خانوار) بوده‌است.